# پول کثیف (فیلم ۲۰۰۲)
پول کثیف یا پول سخت (به انگلیسی: Hard Cash) فیلمی محصول سال ۲۰۰۲ و به کارگردانی پردراگ آنتونیه‌ویچ است. در این فیلم بازیگرانی همچون کریستین اسلیتر، وال کیلمر، بوکیم وودبین، سارا دونینگ، وینسنت لارسکا، بالتازار گتی، داریل هانا، رادنی رولند، هلیستون کولمن، ویلیام فورسایت، ورن ترویر و پیتر جیسون ایفای نقش کرده‌اند.